# Quisapincha
Quisapincha ist eine Kleinstadt und eine Parroquia rural („ländliches Kirchspiel“) im Kanton Ambato der ecuadorianischen Provinz Tungurahua. Die Parroquia besitzt eine Fläche von 120,8 km². Die Einwohnerzahl lag im Jahr 2010 bei 13.001. Die Parroquia wurde im Jahr 1861 gegründet.

## Lage
Die Parroquia Quisapincha liegt im Anden-Hochtal von Zentral-Ecuador im Nordwesten der Provinz Tungurahua. Der 3150 m hoch gelegene Hauptort befindet sich 7 km westnordwestlich der Provinzhauptstadt Ambato. Die Parroquia liegt am Nordufer des Río Ambato. Im Westen wird die Parroquia vom Flusslauf des Río Alajúa begrenzt. Im Nordwesten reicht das Gebiet bis zum Gipfel des 4429 m hohen Casahuala.
Die Parroquia Quisapincha grenzt im Osten an die Parroquias San Bartolomé de Pinllo und Ambatillo, im Süden an die Parroquia Santa Rosa, im Westen an die Parroquias Pasa und San Fernando sowie im Norden an die Provinz Cotopaxi mit den Parroquias Cusubamba und Mulalillo (beide im Kanton Salcedo).